# Застава (филм)
Застава је југословенски филм, снимљен 1949. године у режији Бранка Марјановића.

## Радња
Балерина Марија, на свечаној академији у част Дана републике, разговара са својим млађим колегицама и говори им како јој није жао што није наступала претходне три године, јер је то време провела у партизанској ослободилачкој борби, а то је много важније и садржајније од пуке игре у позоришту. 1942. године она је наступала у Хрватском државном казалишту и једва је успела да се одбрани од заводничких насртаја усташког сатника Вуксана. Када је била у посети код своје мајке у Карловцу, била је сведок једне усташке акције застрашивања становника. Акција није успела јер се, млади партизан успео извући из обруча и побећи са отетом партизанском заставом. Марија више не може живети у таквом свету и одлучује да се придружи калничким партизанима.

## Улоге
| Глумац         | Улога                 |
| -------------- | --------------------- |
| Соња Кастл     | Марија                |
| Маријан Ловрић | Командант Петар       |
| Јожа Грегорин  | Комесар               |
| Антун Налис    | Усташки сатник Вуксан |
| Никола Поповић | Немачки пуковник      |
| Селма Карловац |                       |
| Дубравка Гал   |                       |
| Јосип Мароти   |                       |
| Адам Ведерњак  |                       |
| Ивка Берковић  | Маријина мајка        |

Комплетна филмска екипа  ▼
| Редитељ                   | Бранко Марјановић           |                                         |
| Сценариста                | Јоже Хорват                 |                                         |
| Композитор                | Мило Ципра                  |                                         |
| Директор фотографије      | Никола Танхофер             |                                         |
| Mонтажер                  | Радојка Танхофер            | (као Радојка Иванчевић)                 |
| Сценограф                 | Владимир Тадеј              |                                         |
| Сценограф                 | Владимир Иванович Зедрински |                                         |
| Костимограф               | Вишња Ерцеговић             |                                         |
| Костимограф               | Инга Костинцер              |                                         |
| Одсек за шминку           | Мирко Мачкић                | шминкер                                 |
| Менаџер продукције        | Јосип Лулић                 | вођа снимања                            |
| Менаџер продукције        | Марио Симчић                | директор филма                          |
| Менаџер продукције        | Марио Симић                 | директор филма                          |
| Помоћник режије           | Крсто Петањек               | помоћник редитеља                       |
| Помоћник режије           | Иво Томулић                 | помоћник редитеља                       |
| Уметнички одсек           | Маријан Копајтић            | сет дизајнер (као арх Маријан Копајтић) |
| Одсек за звук             | Леандер Кукец               | тон мајстор                             |
| Одсек за звук             | Алберт Прегерник            | тон мајстор (као арх Алберт Прегерник)  |
| Специјални ефекти         | Никола Вујасиновић          | пиротехничар                            |
| Одсек за камеру и расвету | Миодраг Грбић               | пратилац камере                         |
| Одсек за камеру и расвету | Здравко Сантини             | техничар за осветљење                   |
| Одсек за камеру и расвету | Драгутин Вражић             | техничар за осветљење                   |
| Одсек за камеру и расвету | Славко Залар                | пратилац камере                         |
| Музички одсек             | Теа Бруншмид                | музички уредник                         |
| Музички одсек             | Маргарита Фроман            | кореограф                               |
| Музички одсек             | Милан Хорват                | диригент                                |
| Музички одсек             | Борис Папандопуло           | диригент                                |
| Остала екипа              | Тугомила Сабљић             | секретар режије                         |

## Награде
Филм је добио награду Савезне владе за режију и сценарио, а скоро целокупна ауторска екипа добила је појединачна признања републичке владе.